# Tireopatia
Per  tireopatia  in campo medico, si intende una qualunque condizione, sia di natura benigna che maligna che interessa la tiroide.

## Eziologia
La tiroide ha la funzione di secernere due ormoni: la tiroxina e la triiodotironina, le alterazioni di questi due ormoni provocano le malattie tiroidali. Inoltre la comparsa di noduli comporta altre specie di patologie.

## Tipologia
Diverse sono le forme patologiche interessate
- Carcinoma midollare della tiroide
- Gozzo
- Ipertiroidismo
- Ipoparatiroidismo
- Tiroidite silente
- Tiroidite subacuta
- Tiroidite di Hashimoto